# Oecleus teapae
Oecleus teapae är en insektsart som beskrevs av Fowler 1904. Oecleus teapae ingår i släktet Oecleus och familjen kilstritar. Inga underarter finns listade i Catalogue of Life.